# HAMMER (comics)
Pour les articles homonymes, voir Hammer.
Ne doit pas être confondu avec HAMMER.
Le HAMMER (aussi typographié « H.A.M.M.E.R. ») est une organisation gouvernementale de fiction présente dans l'univers Marvel de la maison d'édition Marvel Comics.

## Historique
Dans l'histoire Secret Invasion, après l'invasion de la Terre par les Skrulls, les États-Unis procèdent à une restructuration massive de leur réseau de Défense. À cette époque, le SHIELD, dirigé par Tony Stark, est l'agence principale de maintien de la paix.
Mais à la suite de l'attaque des Skrulls, les infrastructures du SHIELD semblent compromises et Tony Stark est tenu comme responsable. Le leader des Thunderbolts, Norman Osborn, manipule le gouvernement américain pour faire valider sa nouvelle agence, HAMMER. Norman Osborn prend alors le contrôle total sur le projet Initiative.
Arrivé au pouvoir, Osborn ordonne d'arrêter Tony Stark et Maria Hill. Par ailleurs, il souhaite accéder aux identités de tous les super-héros enregistrés dans le Superhuman Registration Act, mais Tony Stark parvient à les supprimer à temps.
Pour améliorer l'image du HAMMER, Norman Osborn réorganise les Vengeurs, en infiltrant certains de ses Thunderbolts. Il conserve uniquement Sentry et Arès. Osborn utilise alors une armure similaire à celle d'Iron Man et se fait appeler Iron Patriot.
Norman Osborn utilise ensuite le HAMMER ainsi que les Dark Avengers et l'Initiative pour attaquer Asgard. Le président des États-Unis regarde alors l'invasion, à l’abri avec son conseil de sécurité. Il ordonne à son conseil de secrétaires d’État d'envoyer toutes les troupes militaires disponibles pour appréhender Norman Osborn et ses Dark Avengers pour trahison.
Le HAMMER est sur le point d'être officiellement dissout. Quelques « vestiges » de l'organisation tentent de se réorganiser malgré la défaite de Norman Osborn. Ils contactent Victoria Hand pour les diriger. Le HAMMER est ensuite rassemblé par Supéria.
Norman Osborn parvient ensuite à s'évader de la prison du Raft. Il reprend le contrôle de l'organisation et y introduit de nouveaux agents comme Madame Hydra, Gorgone et certains membres d'AIM. Le HAMMER finit par s'allier avec l'AIM et l'HYDRA. Mais l'organisation ne survivra pas à la nouvelle défaite de Norman Osborn, les derniers éléments étant utilisé par Madame Hydra pour renforcer l'HYDRA.

## Membres connus

### Directeurs
- Norman Osborn, premier directeur du HAMMER
- Victoria Hand, directrice adjoint du HAMMER, plus tard en liaison avec Les Nouveaux Vengeurs.
- Deidre Wentworth, directrice après l'incarcération de Norman Osborn.

### Agents
- Agent 345[13]
- Agent 3465[14]
- Agent 3534[14]
- Agent Abrams[15] Tué par Venom (Mac Gargan)[16].
- Agent Bernard[17]
- Agent Bullock[18]
- Agent Carr[19]
- Agent Derek Young[20]
- Agent Gertrude Jacks[21]
- Agent Walsh[22]
- Agent Young, agent d'HYDRA qui collabore avec le HAMMER[23]
- Alisandra Morales, ancienne du SHIELD[24]
- Alvin Murphy[25]
- L'Aigle américain[26]
- Collins[27]
- Cross[28]
- Derek Richardson[29]
- Dr. Carolina Washington, ancienne criminologue du SHIELD[30]
- Gorgone (Tomi Shishido)[31]
- Jaken[28]
- Jebediah Young
- Legend One, agent insectoïde[23]
- Madame Hydra[10]
- Mick[32]
- O'Reilly[33]
- Viola Reichardt[34]
- Violet[34]